# Angie Martinez
 Angela Martinez ou Angie Martinez (Brooklyn, 9 de janeiro de 1971), é uma radialista, rapper ocasional e atriz americana.

## Vida
De ascendência porto-riquenha, ela tem um filho Niko Ruffin (12 de junho de 2003) com Tamir "Nokio" Ruffin.

## Carreira na rádio
Angie Martinez conseguiu seu primeiro emprego na rádio com 16 anos na "Hot 97". Lá ela conheceu popular DJ Funkmaster Flex, e começou a trabalhar como seu protegido. Martinez rapidamente pegou no ofício de executar um programa de rádio de sucesso. Executivos da estação decidiu dar-lhe uma chance, mesmo não tendo experiência no ar.

## Atuação
Em 2002, Angie assinou com a HBO para apresentar o talk-show "Strech". Ele proponhava que todos os convidados tinham que pegar carona na traseira de uma limusine em seu caminho para um evento, e Angie teria que entrevistá-los sobre seu mais recente projeto, o que eles fizeram para se preparar para o evento e, em seguida, eles aparecem no evento e os dois iriam dentro do conjunto. Ela deu um olhar muito íntimo em uma preparação de celebridades. O programa foi um sucesso e chamou a atenção do produtor de televisão Simon Fuller. Fuller disse: "Pensei que Martinez seria uma excelente adição ao American Idol". Martinez assinou um contrato para ser a quarta jurada ao lado de Randy Jackson, Paula Abdul e Simon Cowell, mas não ficou muitos dias, sendo substituída por jurados como: Elton John, Clive Davis, Stevie Wonder, Quentin Tarantino, Brandy e Mark McGrath, da banda Sugar Ray.
Como atriz, Angie recebeu pequenos papéis em filmes independentes, como Blood is Thicker Than Water e Paper Soldiers. Em seguida, ela apareceu em "Brown Sugar" com Taye Diggs, Queen Latifah e Sanaa Lathan.

## Carreira musical
Ela apareceu no álbum de 1996 de KRS-One na faixa "Heartbeat". Depois que a música ganhou uma sequência forte, uma outra amiga e rapper, Lil' Kim, ofereceu-lhe uma posição em um remix de sua canção "Not Tonight" para o Nothing To Lose Soundtrack. Junto com Missy Elliott, Lisa "Left Eye" Lopes e Da Brat, as senhoras tinha um dos singles de maior sucesso de 1997. Ele atingiu a Billboard Hot 100 na posição #2, e alcançou o #1 no Hip-Hop / R&B gráficos. O single vendeu mais de 1.000.000 de cópias e foi certificado Platina. As senhoras foram nomeados para dois Grammy Awards desse ano, e também foram convidados a executar a música ao vivo no VMA. Uma batalha grande gravadora começou a assinar Martinez para um contrato de gravação. Sua aparência do material outro rapper estava em alta demanda. Ela gravou músicas com Mary J. Blige: ("Christmas in the City"), Terror Squad ("Freak Out"), N.O.R.E. ("Oh No Remix"), Beenie Man ("Tell Me Remix") e Funkmaster Flex & Big Kap, na sua compilação, The Tunnel ("Uau"). Ela também gravou interlúdios para mixtapes de Kid Capri, DJ Clue e DJ Kayslay. Em 2001, ela apareceu no vídeo da música de Jay-Z e R. Kelly: "Guilty Until Proven Innocent".
Em 20 de agosto de 2001, ela finalmente lançou seu álbum de estréia tantas vezes adiado, "Up Close and Personal. O álbum incluía a produção de DJ Clue, Remi Salaam, Knobody e RocWilder entre outros, e contou com a participação especial de Jay-Z, Snoop Dogg, Mary J. Blige, Wyclef Jean, Busta Rhymes e Kool G. Rap. O primeiro single, "Dem Thangz" foi produzido por The Neptunes, e também contou com os vocais de fundo de Pharrell Williams e Q-Tip. O single não conseguiu fazer uma forte impressão no rádio, mas o álbum teve boas vendas na primeira semana. Ele estreou em #32 na Billboard 200 Albums Chart e #10 na Billboard Hot R&B / Hip-Hop gráficos vendendo 69.000 cópias na primeira semana. "Coast 2 Coast" (Suavamente) o segundo single com participação do rapper Wyclef Jean despertou re-interesse no álbum. Ela promoveu o álbum com posters de revistas, autógrafos na loja, as aparências do clube e aparições na televisão com a MTV e BET. O disco recebeu críticas mistas dos críticos, mas Martinez, foi fortemente aceita na comunidade hip hop. O álbum vendeu 325 mil unidades.
Após lançar seu primeiro álbum, Angie começou a trabalhar em um segundo disco, Animal House. A fim de aumentar a expectativa para a gravação, ela apareceu no Rap City BET e começou uma turnê de rádio a nível nacional. Ela gravou um verso para o remix de seu recorde Sacario Artista "Big Live". Ela se tornou a número um recorde na área tri-state e coincidentemente coincidiu com o lançamento do primeiro single de seu segundo álbum, "If I Could Go", que contou com a cantora Lil' Mo "If I Could Go" se tornou um crossover grande hit nas rádios pop, subindo para o top 10 no Hot 100 da Billboard. Ela se tornou a # 1 tocada no rádio urbano em 2002. O álbum, Animal House, foi lançado em 21 de agosto de 2002. Ele entrou no Billboard Hot 200 Albums Chart na posição # 11, e gráficos da Billboard Hot Hip-Hop / R&B gráficos vendendo 92.000 unidades em sua primeira semana. O acompanhamento single, "Take You Home", com Kelis, não recebem tanta atenção, mas se tornou um hit menor que o inverno. O álbum foi mais fortemente recebido pelos críticos e fãs. Após o lançamento do álbum, ela foi apresentada em um remix para Lil' Mo, a faixa "Gangster" e single de Nina Sky "Time to Go". Após isso, ela anunciou que estava se aposentando da indústria fonográfica para se concentrar em seus outros projetos.

## Nomeações
Grammy Awards
- 1998: Melhor Performance de Rap por um Duo ou Grupo por "Not Tonight" (Nomeada)

BET Awards
- 2002: Melhor artista de Hip-Hop feminina (Nomeada)

## Discografia
- 2001: Up Close and Personal
- 2002: Animal House